# Instituto Manuel Oribe
El Instituto Manuel Oribe (sigla IMO) es una organización con sede en Montevideo, Uruguay. Fundado en 1985, oficia de think tank del Partido Nacional. Lleva el nombre del brigadier general Manuel Oribe y Viana, segundo presidente constitucional del Uruguay y fundador del Partido Nacional.
Pocos años después de su fundación, de cara a las elecciones generales de Uruguay de 1989, los técnicos del IMO elaboraron el programa de gobierno de Luis Alberto Lacalle Herrera, titulado "Respuesta Nacional".
Ha sido presidido, entre otros, por Jorge Egozcue, Juan Gabito, Ricardo Gorosito, Álvaro Musso y Lacalle Herrera. Desde 2019 es presidido por el Dr. Augusto Durán Martínez.
La institución oficia también como editorial, publicando y reeditando libros de política, administración y relaciones internacionales.
Es miembro pleno de la Red Liberal de América Latina.